# 1-es busz (Eger)
Az egri 1-es jelzésű autóbusz egy helyi járat, ami a Tesco áruház és a Kórház között közlekedett. A viszonylatot az KMKK Zrt. üzemeltette. A járatot a Csiki Sándor út lezárása alatt a Széchenyi úton közlekedő járatok pótlása és a Markhot Ferenc Kórház könnyebb elérhetősége céljából vezették be. A járat a Csiki Sándor út 2018. október 8-i átadása után nem közlekedik.

## Megállóhelyei
| 0  | Tesco áruház végállomás | 9 | 5, 5A, 12, 12Y, 13, 17                            |
| 1  | Felsőváros              | 8 | 5, 5A, 12, 12Y, 13                                |
| 3  | Tiba utca               | 7 | 5, 5A, 12, 12Y, 13                                |
| 5  | Hőközpont               | 5 | 5, 5A, 12, 12Y, 13                                |
| 6  | Malom út                | 4 | 5, 5A, 7, 12, 12Y                                 |
| 8  | Tűzoltó tér             | 2 | 2, 2A, 2i, 5, 5A, 7, 8, 11, 12, 12Y, 14, 14A, 14C |
| 12 | Kórház végállomás       | 0 |                                                   |